# Theo Breider
Theo Breider (* 16. November 1903 in Effeln; † 4. Dezember 1993 in Münster) war ein münsterländischer Schriftsteller und Tourismusförderer.

## Leben

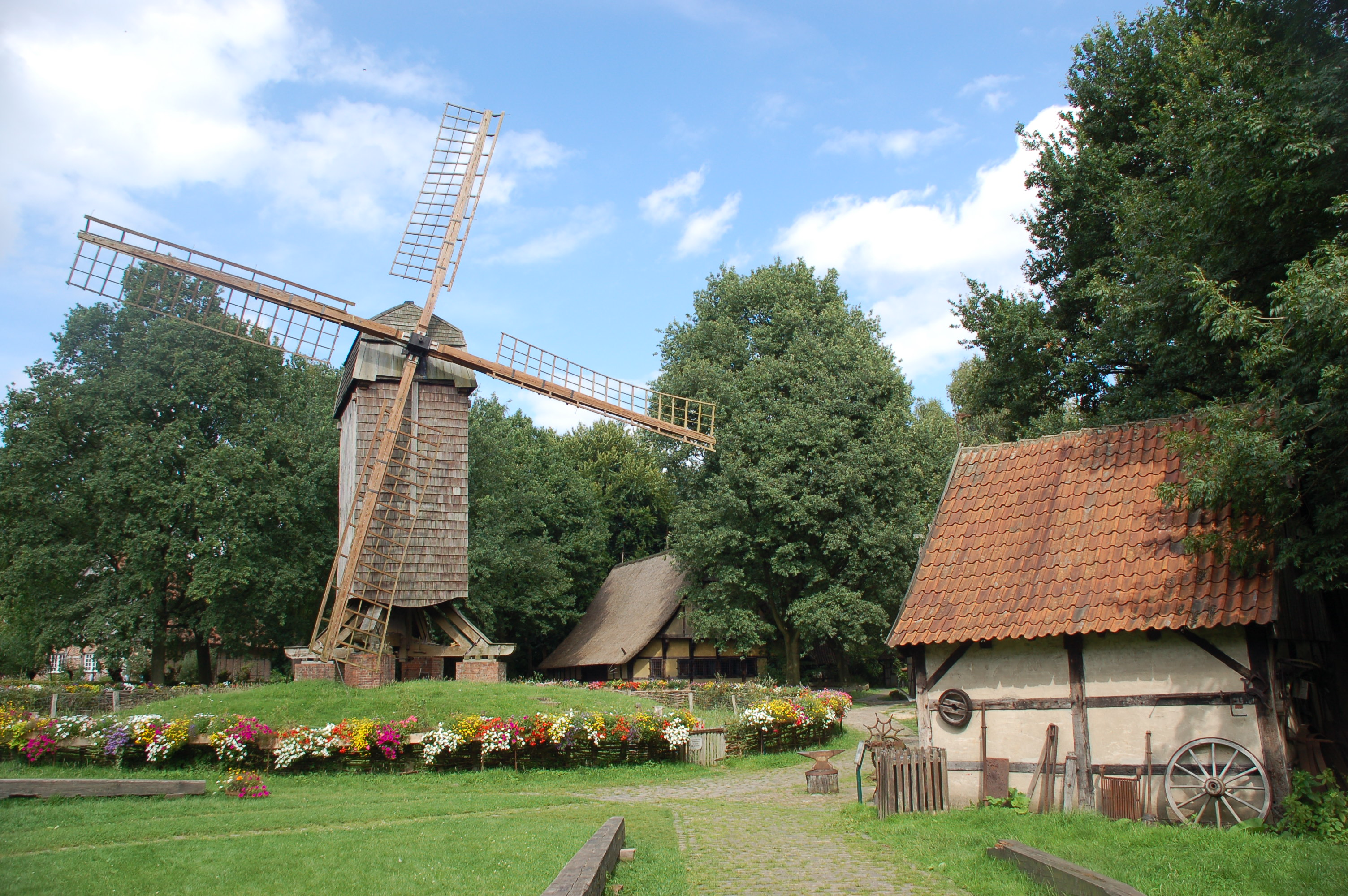
Bockwindmühle im Mühlenhof-Freilichtmuseum Münster

Breider besuchte die Rektoratsschule in Medebach und absolvierte danach die Humanistische Höhere Lehranstalt in Lippstadt. Danach war er zunächst als Angestellter tätig und wurde 1935 Geschäftsführer des Verkehrsvereins in Münster. Von 1938 bis 1959 war er Verkehrsdirektor in Münster. 
Daneben war Breider in den Jahren 1949 und 1950 auch für den Aschendorff-Verlag und bei der regionalen Tageszeitung Westfälische Nachrichten tätig. 1951 war er an der Gründung der Vereinigung Münster-Münsterland beteiligt, deren Verkehrsdirektor er bis 1964 blieb.
Breider erwarb 1959 die „Bockwindmühle“ und legte damit den Grundstein für die Gründung des Mühlenhof-Freilichtmuseums Münster, dessen Aufbau er mit hohem persönlichen Einsatz betrieb.
Er ist der Autor der münsterländischen „Pättkesführer“ und gilt als Begründer der „Pättkesbewegung“ für das Radwandern im Münsterland.

## Auszeichnungen
- Ehrenmitgliedschaft im Westfalenbund Berlin
- Ehrenmitgliedschaft im sauerländischen Gebirgsverein
- 1981: Großes Bundesverdienstkreuz[2]
- Goldene Rathaus-Gedenkmünze der Stadt Münster
- Paulus-Plakette des Bistums Münster
- Goldene Ehrennadel des Handwerks
- Ritter des Silvesterordens
- 1986: Verdienstorden des Landes Nordrhein-Westfalen

Die Stadt Münster gab 1996 dem Weg zum Mühlenhof-Freilichtmuseum den Namen Theo-Breider-Weg.

## Werke
Breider verfasste plattdeutsche Gedichte, schrieb dabei sowohl in münsterländischer als auch in Anröchter Mundart.
Er nutzte auch die Pseudonyme Theudor van dr Haar und Teudaor van d'r Haar.
Selbständige Veröffentlichungen
- Alte Wege neu entdecken. Abseits der großen Straßen durch 5 europäische Länder. Aschendorff, Münster o. J.
- Radwandern im Münsterland. Pättkesführer mit Pättkeswanderkarte. Aschendorff, Münster 1958 und mehrere Auflagen.
- Ernst, heimatlich, heiter. Plattdeutsche Gedichte. Aschendorff, Münster 1978.
- Freizeit-Führer Münsterland. Heide, Wald u. Wasser, Gastronomisches, Besinnliches, Vergnügliches. Resonanz-Verlag, Münster 1979.
- Freizeit-Führer Westfalen-Lippe. Gastronomisches, Besinnliches, Vergnügliches. Resonanz-Verlag, Münster 1980.

als Herausgeber
- Führer durch das Mühlenhof Freilichtmuseum Münster und seine volkskundlichen Sammlungen. Münster, 1981.